# سينتال
سينتال هي بلدية في مقاطعة كنزغ الرئيسية، في هسن، ألمانيا، يسكنها حوالي 8900 نسمة.

## جغرافيا
موقع
تقع سينتال حوالي 30 كم جنوب فلودا في مقاطعة كنزغ الرئيسية في هسن.
منطقة البلدية ترتفع عن سطح البحر 220م و 585م حسب معيار NHN الألماني. تضم منطقة ميتيلغبرج سبيسارت و رون
سينتال تقع على الحدود بين هييس و بافاريا، و تمتد عبر وادي نهر سن التي سميت تيمنا بها.